# Orroroo
Orroroo är en ort i Australien. Den ligger i kommunen Orroroo/Carrieton och delstaten South Australia, omkring 240 kilometer norr om delstatshuvudstaden Adelaide. Antalet invånare är 632.
Trakten runt Orroroo är nära nog obefolkad, med mindre än två invånare per kvadratkilometer.. Orroroo är det största samhället i trakten. 
Omgivningarna runt Orroroo är i huvudsak ett öppet busklandskap. Genomsnittlig årsnederbörd är 370 millimeter. Den regnigaste månaden är februari, med i genomsnitt 60 mm nederbörd, och den torraste är oktober, med 6 mm nederbörd.